# Sarud, Heves
Sarud  este un sat în districtul Füzesabony, județul Heves, Ungaria, având o populație de 1.238 de locuitori (2011). 

## Demografie
Componența etnică a satului Sarud
     Maghiari (68,88%)
     Romi (29,92%)
     Necunoscut (0,42%)
     Germani (0,78%)
     Alții (0,42%)
Componența confesională a satului Sarud
     Romano-catolici (39,34%)
     Fără religie (13,41%)
     Reformați (3,31%)
     Necunoscută (43,7%)
     Atei (0,24%)
     Alte religii (4,36%)
Conform recensământului din 2011, satul Sarud avea 1.238 de locuitori. Din punct de vedere etnic, majoritatea locuitorilor (68,88%) erau maghiari, cu o minoritate de romi (29,92%). Apartenența etnică nu este cunoscută în cazul a 0,42% din locuitori. Nu există o religie majoritară, locuitorii fiind romano-catolici (39,34%), persoane fără religie (13,41%) și reformați (3,31%). Pentru 43,7% din locuitori nu este cunoscută apartenența confesională.